# Polionycta apicata
Polionycta apicata är en fjärilsart som beskrevs av George Francis Hampson 1909. Polionycta apicata ingår i släktet Polionycta och familjen nattflyn. Inga underarter finns listade i Catalogue of Life.